# ديفيد دبليو. دونلاب
ديفيد دبليو. دونلاب (بالإنجليزية: David W. Dunlap)‏ هو مؤلف وصحفي أمريكي، ولد في 1952.